# 湘潭大学投毒案
湘潭大学投毒案，2024年4月发生于中国湖南湘潭大学。2024年4月13日，被害人张某某经多方抢救无效，因多器官衰竭死亡。公安机关侦查发现，与张某某在校同寝室的周立人（27岁）有重大作案嫌疑。

## 相关各方

### 被害人
张某某（殁年25岁）和周某某，男，二人均为湘潭大学法学院2022级硕士在读研究生。周某某未食用被投毒的麦片从而幸免于难。

### 加害人
周立人，男，湖南株洲人，是张某某的室友。本科毕业于江西农业大学生物工程专业，湘潭大学马克思主义学院2022级硕士研究生。经调查，周立人大学本科所学专业内容涉及秋水仙碱。

## 案件经过
2023年6月，周立人调入张某某等人居住的寝室，此后周立人与室友产生矛盾，产生积怨。
2024年1月，周立人在网上搜寻涉及水仙碱的资料，购买秋水仙碱粉末藏于寝室衣柜。
2024年3月至4月，周立人与室友张某某等人的矛盾不断升级。
2024年4月3日，周立人将秋水仙碱粉末投入周张二人共食的罐装麦片内，致使张某某食用后中毒。
2024年4月7日，张某某出现恶心头晕等症状，并到湘潭市中心医院就诊。次日，转入急诊，并被下病重通知书，称肝脏损伤严重。9日，因肝肾功能受损被下病危通知书。10日被转至中南大学湘雅医院重症监护室。12日，张某某生命体征极不稳定。至次日下午1点，张某某因抢救无效去世。
2024年4月13日，因周立人刻意隐瞒实情，致使张某某多器官系统功能衰竭身亡。之后周立人刻意隐藏、销毁罪证。
2024年4月12日15时41分，湖南省湘潭市公安局雨湖分局接群众电话报警称：湘潭大学在读研究生张某某疑似被人投毒。
2025年4月7日，湘潭市中级人民法院以故意杀人罪判处周立人死刑，剥夺政治权利终身。2025年7月，被告人提出上诉，湖南省高级人民法院定于7月11日开庭审理。8月14日，湖南省高级人民法院二审駁回周立人上诉，维持原判。

## 相关
網傳湘潭大學有學生因外賣經常被偷，在外賣中投毒致偷外賣的學生被毒死。2024年4月19日上午，湘潭大學黨委宣傳部回應表示，網傳偷外賣被投毒不屬實。但對於是否有學生中毒，他表示其他情況仍在調查中。